# Iosif Błat
Iosif Michajłowicz (Ioś-Gersz) Michelewicz Błat (ros. Иосиф Михайлович (Иось-Герш Михелевич) Блат, ur. 1894 w Połtawie, zm. 15 listopada 1937 w Moskwie) – funkcjonariusz radzieckich służb specjalnych, starszy major bezpieczeństwa państwowego.

## Życiorys
Urodzony w rodzinie żydowskiego handlowca, w 1910 skończył szkołę w Mohylowie Podolskim, później kursy techniczne w Jekaterynosławiu, pracował jako technik mechanik, od maja do grudnia 1917 członek Socjaldemokratycznej Partii Robotniczej Rosji (internacjonalistów). Od października do grudnia 1917 sekretarz i zastępca przewodniczącego rady Mohylowa Podolskiego, od grudnia 1917 do grudnia 1918 studiował w Instytucie Politechnicznym w Jekaterynosławiu, później był kierownikiem wydziału rady jekaterynosławskiej, od czerwca 1919 członek RKP(b). Od lipca 1919 pracownik polityczny sztabu 14 Armii (Armia Czerwona), od sierpnia 1919 do stycznia 1920 śledczy i członek kolegium trybunału rewolucyjnego 14 Armii, później funkcjonariusz Wydziału Specjalnego tej armii, od 15 lutego 1920 funkcjonariusz Czeki, starszy śledczy sekcji śledczej Wydziału Specjalnego 14 Armii, od 26 czerwca do 1 sierpnia 1920 p.o. naczelnika, następnie naczelnik specjalnego oddziału pogranicznego nr 1 ochrony granicy z Rumunią przy Wydziale Specjalnym 14 Armii w Tyraspolu. Od 21 marca 1921 pracownik Wydziału Specjalnego Kijowskiego Okręgu Wojskowego, od 21 lipca 1921 przewodniczący sesji wyjazdowej 7 trybunału rewolucyjnego Kijowskiego Okręgu Wojskowego, od 19 listopada 1921 do 27 maja 1922 zastępca szefa Wydziału Specjalnego Kijowskiego Okręgu Wojskowego, od sierpnia 1922 do 1930 członek Kolegium GPU Ukraińskiej SRR, równocześnie od 18 lutego 1924 do 1930 szef Zarządu Ekonomicznego GPU Ukraińskiej SRR i od 25 lipca 1928 do 1 października 1930 szef okręgowego oddziału GPU w Charkowie. Od 13 grudnia 1930 do 10 października 1931 szef sektora operacyjnego GPU w Doniecku, od października 1931 do 10 lipca 1934 pełnomocny przedstawiciel OGPU obwodu zachodniego (obecnie obwód smoleński), od 15 lipca 1934 do 10 września 1936 szef Zarządu NKWD obwodu zachodniego, od 29 listopada 1935 starszy major bezpieczeństwa państwowego, od 10 września 1936 do 29 lipca 1937 szef Zarządu NKWD obwodu czelabińskiego.
13 lipca 1937 aresztowany, 15 listopada 1937 skazany na śmierć przez Wojskowe Kolegium Sądu Najwyższego ZSRR i rozstrzelany.

## Odznaczenia
- Order Czerwonego Sztandaru (3 kwietnia 1930)
- Odznaka "Honorowy Funkcjonariusz Czeki/GPU (V)" (13 listopada 1924)
- Odznaka "Honorowy Funkcjonariusz Czeki/GPU (XV)" (20 grudnia 1932)